# Мед (фільм)
«Мед» (тур. Bal) — художній фільм турецького режисера Семіха Капланоглу (2010). Заключна частина трилогії про хлопчика-поета Юсуфа, куди також входять картини «Яйце» (2007) та «Молоко» (2008).

## Сюжет
Хлопчик Юсуф блукає лісами в пошуках свого батька та пробує зрозуміти його життя. Його батько — пасічник, на пасіці якого зникли всі бджоли і він пішов на їх пошуки і загинув в результаті нещасного випадку.

## У ролях
- Ельдар Бешикчиоглу — Якуп
- Тюлін Озен — Зехра
- Алев Усарер
- Бора Алташ — Юсуф

## Художні особливості
Головні герої небагатослівні, музика фільму наповнена звуками лісу та його мешканців.

## Нагороди
- «Золотий ведмідь» на берлінському кінофестивалі 2010 року.[5]
- Приз екуменічного журі (основна конкурсна програма) на берлінському кінофестивалі 2010 року.[6]

## Додаткові факти
- Фільм знімався на узбережжі Чорного моря, в місцевості на північному сході Туреччини.[5]